# Гьозлеме
Гьозлеме (на турски: gözleme) е блюдо от турската кухня. Традиционно се приготвя от тесто, като ръчно точените кори се пълнят с плънка, която най-често е сирене или извара.
Корите се сгъват във формата на квадрат и се пекат на голям сач, докато по тях се получат малки черно-кафяви петна. Петната приличат на малки очи (на турски: göz), откъдето идва и името на изделието.
След изпичане от двете страни се поливат с разтвор от масло или олио, сметана и подсолена топла вода, някъде се използва и мляко вместо вода. Корите поемат течността и омекват, след което се свалят от сача.
В съвременната кухня плънката е разнообразена, като се използват различни продукти като зеленчуци, месо и различни видове сладка̀.

## Изображения
- Гьозлеме